# Liste de films tournés dans le département de la Meuse
Un certain nombre d'œuvres cinématographiques et télévisuelles ont été tournés dans le département de la Meuse.
Voici une liste à compléter de films, téléfilms, feuilletons télévisés, films documentaires... tournés dans le département de la Meuse, classés par commune et lieu de tournage et date de diffusion.
- Haut – A
- B
- C
- D
- E
- F
- G
- H
- I
- J
- K
- L
- M
- N
- O
- P
- Q
- R
- S
- T
- U
- V
- W
- X
- Y
- Z

## A
- Avioth
  - 1997 : Le loup-garou de Paris de Anthony Waller

- Azannes-et-Soumazannes
  - 2012 : Le Tombeau de la garde de Patrick Basso[1]
  - 2019 : L'Ombre du Bihan de Nancy Chaumont

## B
- Bar-le-Duc
  - 1934 : Le Train de 8 heures 47 de Henry Wulschleger[2],[3]

- Bouligny
  - 1982 : La Rescousse de Jacques Krier[4]

## C
- Commercy
  - 2012 : Main dans la main de Valérie Donzelli[5],[6]

## D
- Domremy-aux-Bois
  - 1948 : Jeanne d'Arc de Victor Fleming[7]

- Douaumont
  - 1938 : J'accuse de Abel Gance[8]
  - 1941 : Citizen Kane de Orson Welles[9]
  - 1957 : Les Sentiers de la gloire de Stanley Kubrick[10]
  - 2000 : Ça ira mieux demain de Jeanne Labrune[11]
  - 2006 : Die Hölle von Verdun téléfilm de Stefan Brauburger (de)[12]

- Dugny-sur-Meuse
  - 1989 : La Vie et rien d'autre de Bertrand Tavernier[13],[14]

## M
- Marville
  - 2002 : Maigret : saison 1, épisode 39 Maigret et le fou de Sainte Clotilde[15]
  - 2015 : Suite française de Saul Dibb
  - 2015 : Rendez-vous de Antoinette Beumer

- Montmédy
  - 1970 : Nous n'irons plus au bois de Georges Dumoulin
  - 1989 : Le Traître (De falschen hond) de Menn Bodson et Marc Olinger[16]
  - 2010 : En chantier, monsieur Tanner de Stefan Liberski
  - 2015 : Wunderhorn de Clara Pons
  - 2014 : Alleluia de Fabrice Du Welz
  - 2015 : Rendez-vous de Antoinette Beumer

## N
- Naix-aux-Forges
  - 2017 : Crash Test Aglaé de Éric Gravel[17]

## S
- Saint-Mihiel
  - 1916 : Intolérance de D. W. Griffith[18]
  - 1919 : J'accuse de Abel Gance[19]

## T
- Thonne-les-Prés
  - 2015 : Rendez-vous de Antoinette Beumer

## V
- Verdun
  - 1929 : Verdun, visions d'histoire de Léon Poirier[20]
  - 1957 : Les Sentiers de la gloire de Stanley Kubrick[10]
  - 1979 : Tess de Roman Polanski[21]
  - 1989 : La Vie et rien d'autre de Bertrand Tavernier
  - 1997 : Marthe ou la promesse du jour de Jean-Loup Hubert[22]
  - 2006 : Die Hölle von Verdun téléfilm de Stefan Brauburger (de)[12]

- Ville-sur-Saulx
  - 2005 : Les Âmes grises de Yves Angelo[23]